# Harry Lloyd
Harry Charles Salusbury Lloyd (sinh ngày 17 tháng 11 năm 1983) là một nam diễn viên người Anh.

## Danh sách phim

### Truyền hình
| Năm  | Tên phim | Vai diễn | Ghi chú    |
| ---- | -------- | -------- | ---------- |
| 2021 | Arcane   | Viktor   | Lồng tiếng |